# Karl Pieler
Karl Pieler (* 29. September 1871 in Dillenburg; † 27. Januar 1939 in Breslau) war Ingenieur und Generaldirektor.

## Leben
Karl Pieler war der zweitälteste Sohn des Bergbaufachmannes und Generaldirektors der Ballstremschen Industriewerke und Besitzungen, Franz Caspar Maria Pieler.

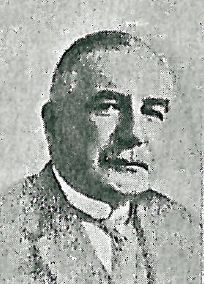
Karl Pieler

Pieler besuchte die Oberrealschule in Gleiwitz und widmete sich darauf in Berlin und Freiberg (Sachsen) den Ingenieurwissenschaften. Bis 1905 war er als Ingenieur in Oberschlesien und bei der Dortmunder Union tätig, gründete im Jahr 1905 in Kattowitz die Schlesische Eisenbeton GmbH und führte mit dieser die damals sich noch im Anfangsstadium befindliche neue Eisenbetonbauweise im oberschlesischen Industriegebiet ein. Im Jahr 1911 wurde die Schlesische Eisenbeton GmbH in eine Aktiengesellschaft umgewandelt und 1921 ihre Direktion nach Berlin unter Änderung in die Industriebau AG verlegt. Das Arbeitsfeld wurde auf Nord- und Mitteldeutschland ausgedehnt. Im Jahr 1927 erfolgte die Verschmelzung der Industriebau AG mit der Held & Francke Bauaktiengesellschaft, Berlin, zu der Industriebau - Held & Francke Aktiengesellschaft, in diese wurde die Siedlungsgesellschaft Grosser & Klein, Berlin, integriert. Mit dem Beginn der Weltwirtschaftskrise geriet das neu geschaffene Baukonglomerat bereits zwei Jahre später in finanzielle Schwierigkeiten. Auch die Ausgabe neuer Aktien im September 1930 brachte keine Rettung der Aktiengesellschaft. Große Teile des Unternehmens konnten nicht fortgeführt werden. Die Tochtergesellschaft Süddeutsche Held & Francke Bauaktiengesellschaft überstand die schwere Krise und firmierte ab 1940 wieder als Held & Francke Bauaktiengesellschaft mit Sitz in München. Sie wurde Jahrzehnte später im Jahr 1990 durch die Philipp Holzmann AG übernommen. Durch die Insolvenz der Philipp Holzmann AG im Jahr 2002 ging schließlich auch die Held & Francke Bauaktiengesellschaft mit in Konkurs.

## Positionen und Ämter
Pieler war Vorstand und später Vorsitzender des Aufsichtsrates der Oberschlesischen Industriebau AG, Kattowitz; Vorsitzender des Vorstandes der Industriebau Held & Francke AG, Berlin; Vorsitzender der Deutsch-Peruanischen Industrie- und Kolonialgesellschaft, Berlin; stellvertretender Vorsitzender des Aufsichtsrates der Süddeutschen Held & Francke Bau AG, München; Mitglied des Aufsichtsrates der Bamag-Meguin AG, Berlin; Mitglied des Aufsichtsrates der Schlesischen Portland-Cement-Industrie AG, Oppeln; Mitglied des Aufsichtsrates der Deutschen Asbestzement AG, Berlin; Mitglied des Aufsichtsrates der Hoch- und Tiefbau AG, Breslau.